# 's-Gravenvoeren
's-Gravenvoeren és un nucli del municipi de Voeren de la província de Limburg a Bèlgica al marge del Voer. És la seu administrativa del municipi de Voeren que va crear-se el 1971. Té 1339 habitants (1970) sobre 13,34 km².
's-Gravenvoeren era un feu del País de Dalhem, un dels tres comtats dels Països enllà del Mosa. A l'inici, el castell dels comtes es trobava a Voeren ('s graven significa ‘del comte’ en neerlandès) que després van transferir la seu a Dalhem. El 1083, el duc de Luxemburg va donar l'església de Lambert de Lieja a l'abadia dels benedictins de Luxemburg, el 1620 aquesta abadia va vendre el patronat i el delme a les jesuïtes de Maastricht. Quan el 1773 aquest orde va ser abolit, el banquer anversès J.B. Cogels va comprar-la.
De 1244 fins al 1661 el feu pertanyia al ducat de Brabant, el Tractat de partició l'atorgà a Felip IV de Castella, el Tractat d'Utrecht a la branca austríaca dels habsburg fins a la revolució francesa. La reorganització administrativa de l'ocupant francès va incorporar-lo al departament de l'Ourthe, la futura província de Lieja (1815) dins el Regne Unit dels Països Baixos i des de 1830 a Bèlgica. El 1963, en traçar la frontera lingüística, va passar a la província de Limburg.

## Llocs d'interès
- Església de Lambert
- Capella Steenboskapel
- Castell Altenbroek
- Castell Ottegraven

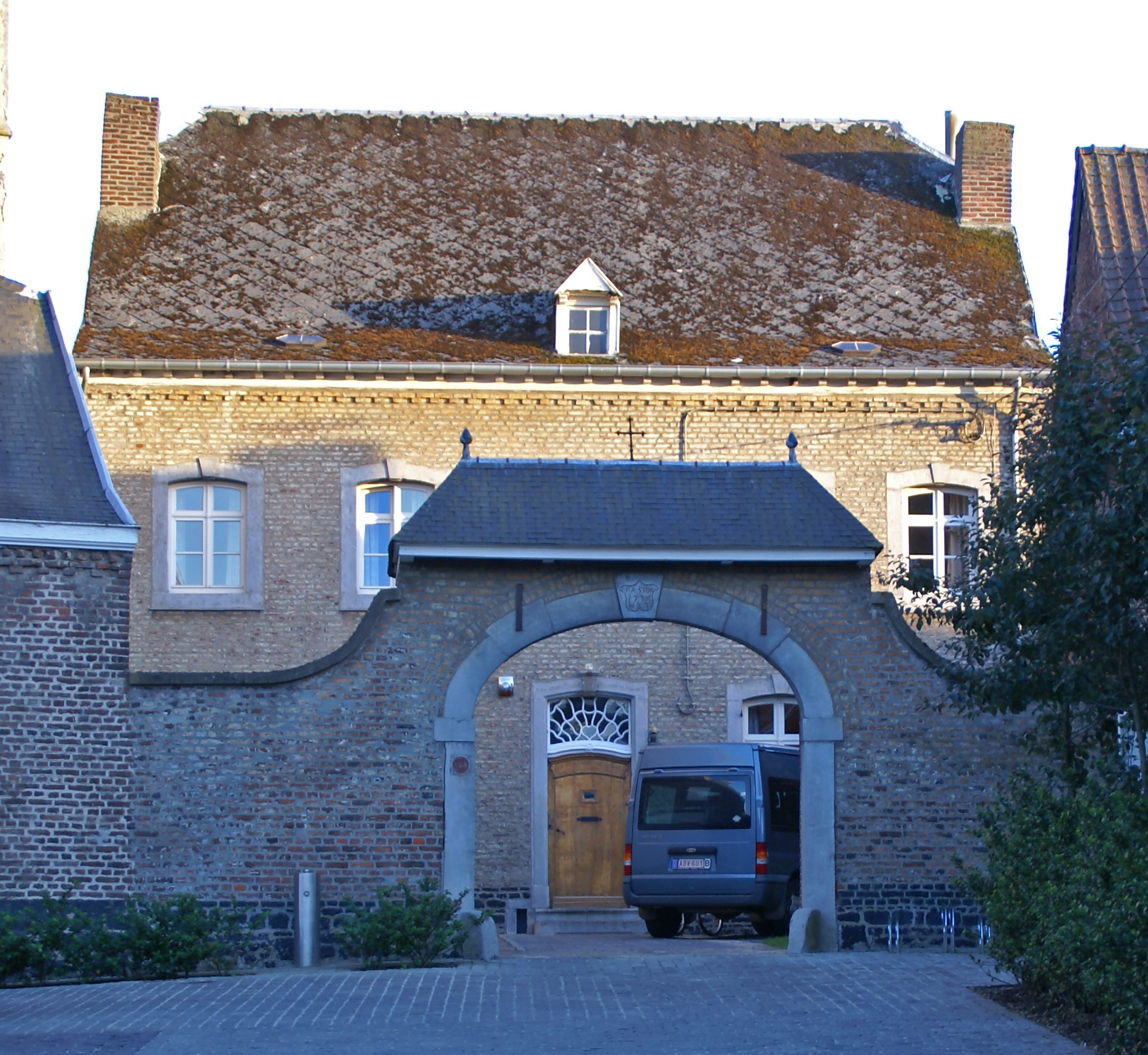
Rectoria
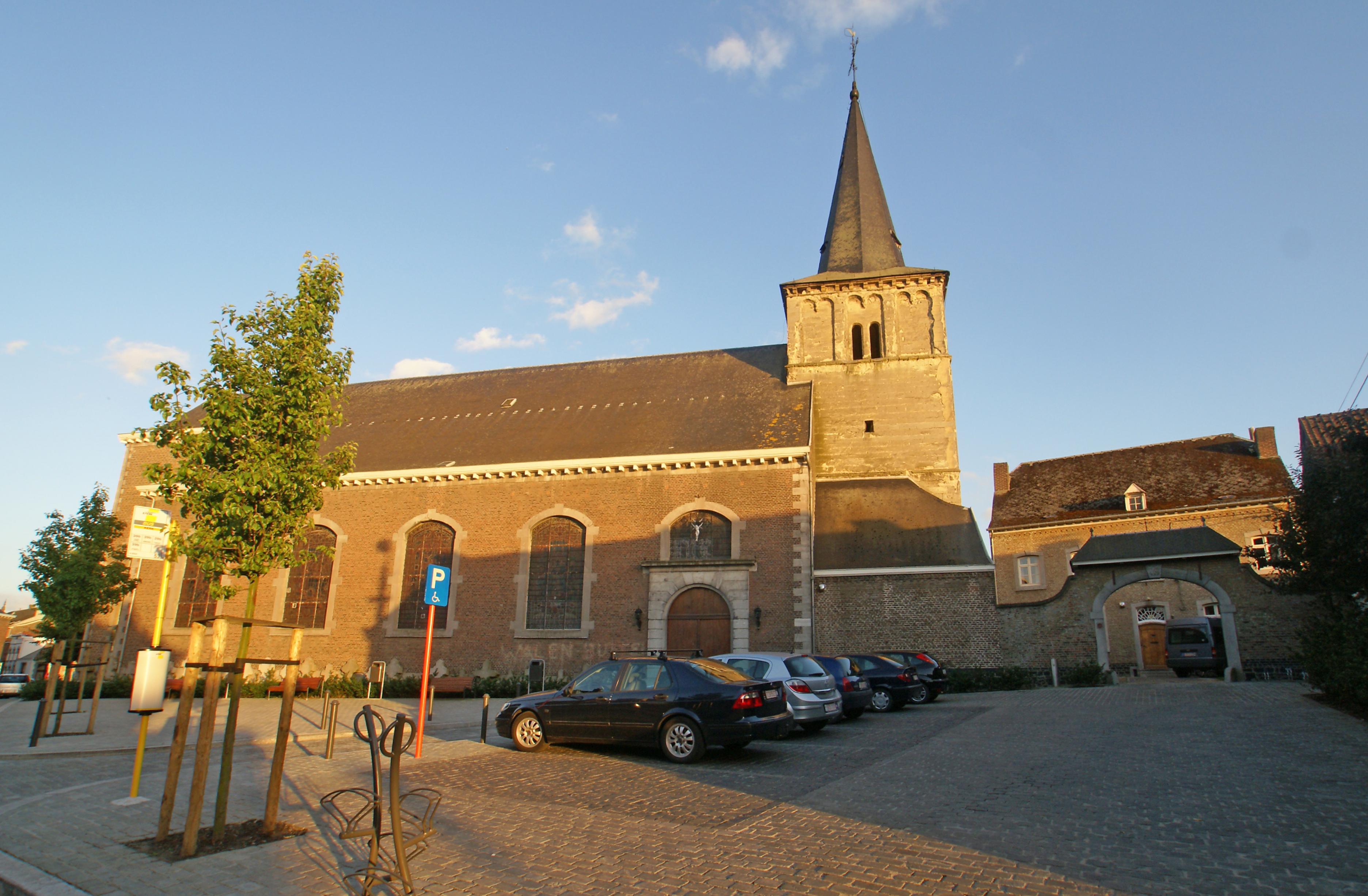
Església de Sant Lambert
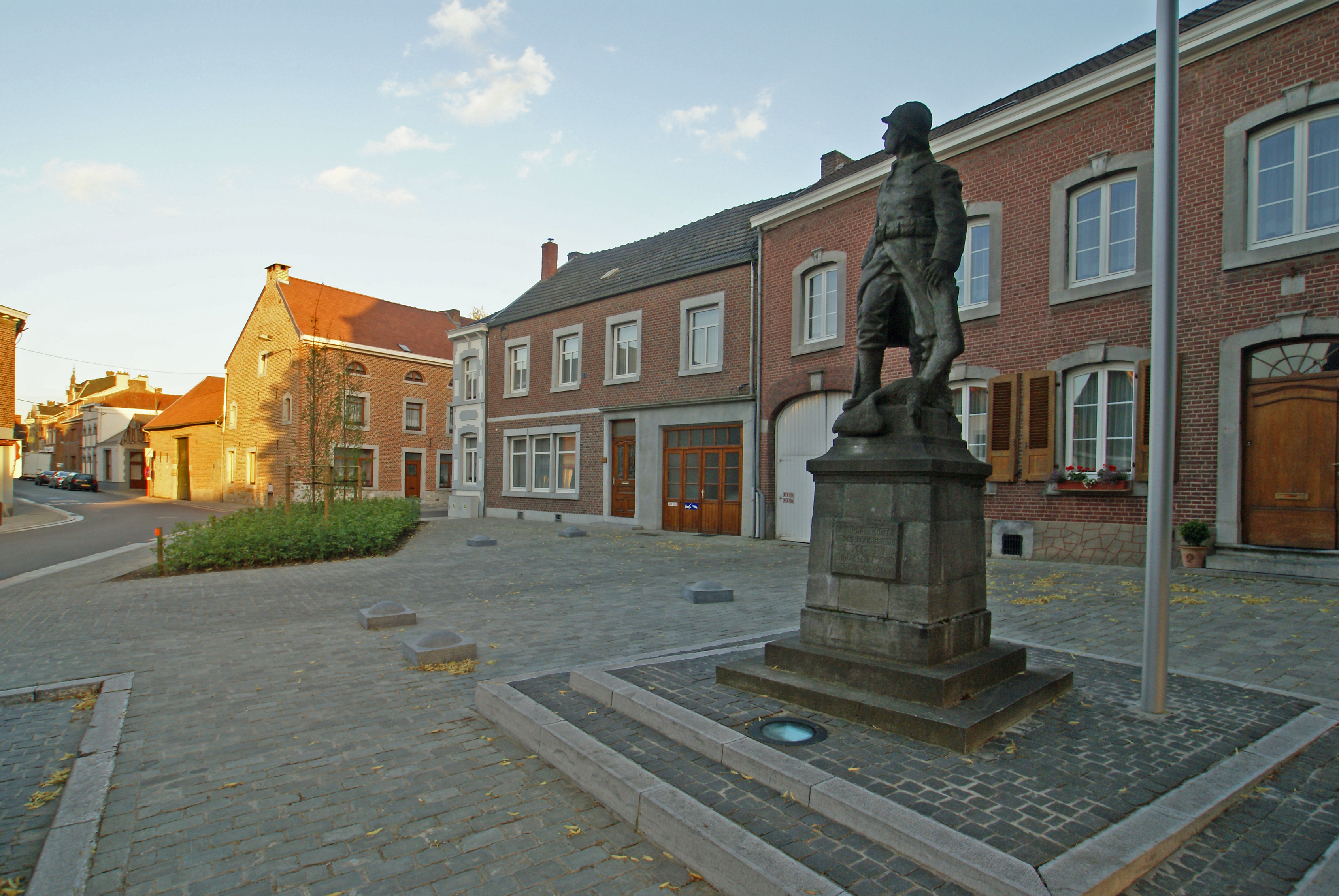
Monument als caiguts de les dues guerres mundials
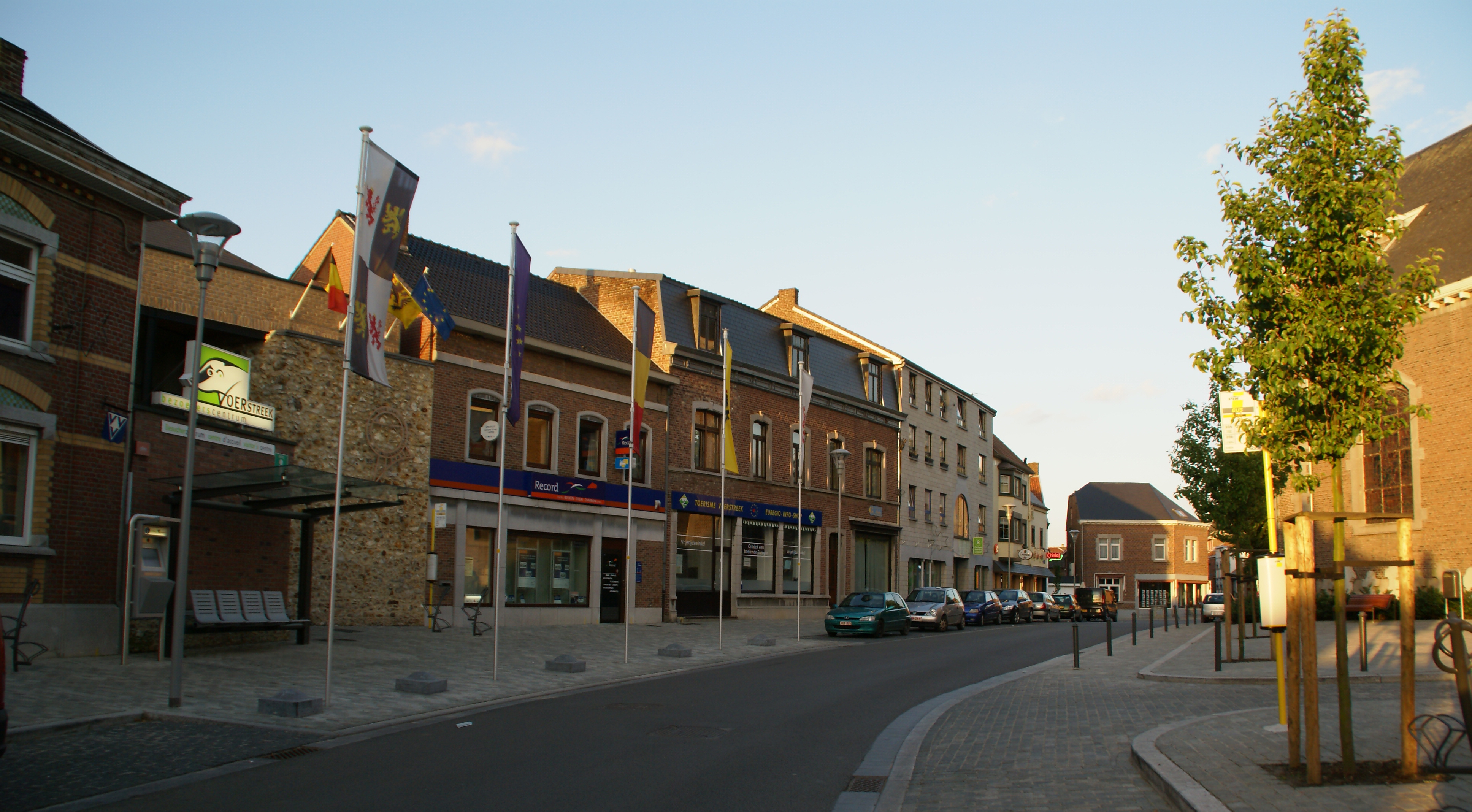
Carrer Major Hoogstraat

## Nuclis
Schoppem, Ketten, Mariahof

## Fills predilectes de 's Gravenvoeren
- Rob Brouwers, (1941-…), pintor
- Pierre de Schiervel (1783-1866), Governador de la província de Limburg